# HMS Calypso (D61)
Pour les autres navires du même nom, voir HMS Calypso.
Pour les articles homonymes, voir D61.
Le HMS Calypso (D61) est un croiseur léger de classe C construit pour la Royal Navy dans les années 1910. Gravement endommagé en novembre 1917 à la seconde bataille de Heligoland, il a participé à la Seconde Guerre mondiale, où il a été coulé par un sous-marin italien le 12 juin 1940.

## Historique

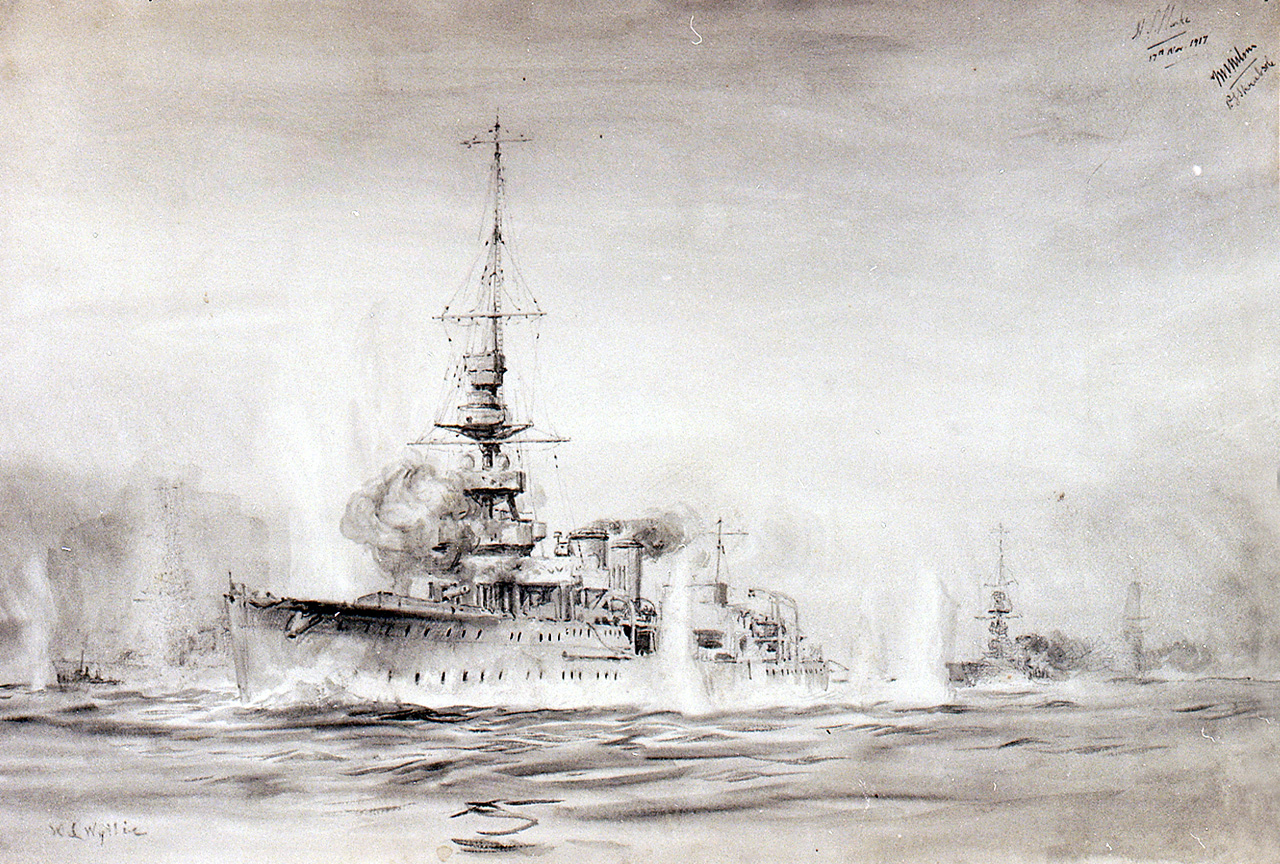
HMS Calypso lors de la deuxième bataille de Heligoland, 17 novembre 1917.

Construit par la société Hawthorn Leslie and Company, sa quille est posée en février 1916 et il est achevé en juin 1917.
Le Calypso participe à la deuxième bataille de Heligoland le 17 novembre 1917, où il est touché par un obus de 150 mm tuant la totalité du personnel présent sur le pont. Ce tir provoque ensuite une explosion accidentelle de torpille.
Le 2 novembre 1924, le destroyer Venomous (en) naviguait dans le grand port de La Valette lorsqu'il percute et coule accidentellement un bateau à moteur appartenant au Calypso. Les quatre personnes présentes à bord seront sauvés par le destroyer HMS Umpire (en).
Durant le premier mois de la Seconde Guerre mondiale, le Calypso sert dans la 7e escadre de croiseurs. Il sert de navire de blocus en mer du Nord entre l'Écosse et l'Islande. Le 24 septembre 1939, il intercepte le navire marchand allemand Minden au sud de l'Islande, mais son équipage le sabordera avant qu'il ne puisse être capturé. Le 22 novembre, il capture le navire marchand allemand Konsul Hendrik Fisser en Islande.
À la suite du naufrage du navire Rawalpindi le 23 novembre, le Calypso participe à la traque des cuirassés allemand Scharnhorst et Gneisenau.
Au début des années 1940, le Calypso est envoyé en patrouille à Alexandrie, dans l'est de la mer Méditerranée.
Deux jours après la déclaration de guerre de l'Italie, le Calypso mène des opérations de lutte contre les navires italiens naviguant vers la Libye, lorsqu'il est touché par une torpille du sous-marin italien Alpino Attilio Bagnolini, commandé par Franco Tosoni Pittoni, à environ 50 mi (80,467 2 km) au sud du cap Lithion, en Crète, en Méditerranée orientale. Le naufrage s'est produit le 12 juin 1940 à 0 h 59, ce qui fait du Calypso le premier navire de la Royal Navy à être coulé par la Regia Marina durant la Seconde Guerre mondiale. 
Un officier et 38 marins décèdent dans cette attaque. La majorité des survivants sont secourus par le destroyer Dainty (en) et débarqués à Alexandrie.